# Артемьев, Артур Игоревич
Арту́р И́горевич Арте́мьев (род. 29 августа 1935, Алма-Ата, КазССР, СССР) — советский комсомольский и партийный деятель и казахстанский религиовед. Доктор философских наук, профессор. Является послом мира и членом Глобального Совета мира Федерации за всеобщий мир Сон Мён Муна.

## Биография
Родился 29 августа 1935 года в Алма-Ате.
В 1959 году окончил историко-филологический факультет Казахского государственного педагогического института имени Абая.
В период с мая 1959 по 1 марта 1991 года занимался комсомольской, партийной и советской работой. В это время работал заместителем Уполномоченного по Казахской ССР Совета по делам религий при Совете министров СССР.
В 1987 году защитил диссертацию на соискание учёной степени кандидата философских наук по теме «Системно-комплексный подход к атеистическому воспитанию (на материалах Казахстана)» по специальности 09.00.06 «Научный атеизм, история религии и атеизма».
С 1 марта 1991 по сентябрь 2011 года — проректор по учебно-воспитательной работе, профессор и заведующий кафедрой философии, политологии и истории ААДИ-КазАТК имени М. Тынышбаева.
В 1994 году защитил диссертацию на соискание учёной степени доктора философских наук «Формирование личности в обновляющейся религиозной и секулярной среде (теоретико-методологический подход)» по специальности 09.00.06 «Религиоведение, теология».
С сентября 2011 по сентябрь 2013 года находился «на пенсии за особые заслуги».
С 1 сентября 2013 по настоящее время — профессор кафедры политологии и социально-философских дисциплин Института магистратуры и PhD докторантуры КазНПУ имени Абая.
Автор «более 300 научных и научно-методических работ, в том числе на английском, немецком, корейском, японском и украинском языках».

## Отзывы
В 2011 году доктор философских наук, профессор и заведующий кафедрой философии ЕНУ имени Л. Н. Гумилёва, академик НАН РК Гарифолла Есим утверждал, что после 2003 года Артемьев стал своего рода рупором свидетелей Иеговы, ахмадийцев и им подобных. Также Есим отметил про Артемьева следующее: 
Вообще-то, он раньше атеистом был, работал в ЦК

В 2014 году доктор философских наук, профессор, главный научный сотрудник Отдела религиоведения Института философии и политологии Комитета науки МОН РК Е. Е. Бурова отмечала:
А. И. Артемьев прилагает немало усилий для доказательства традиционности организации «Свидетели Иеговы» в Казахстане, при этом осуществляет стремительную трансформацию научных убеждений, проходя путь от критика до апологета учения мунитов, возглавляя подразделения этой организации на территории Казахстана.

## Публикации

### Диссертации
- Артемьев А. И. Формирование личности в обновляющейся религиозной и секуляризованной среде (теоретико-методологический аспект) : автореферат дис. … доктора философских наук : 09.00.06. Алматы, 1994. — 51 c.

### Книги
- Артемьев А. И. Атеизм, религия, личность. — Алма-Ата: Казахстан, 1990. — 207 с. — ISBN 5-615-00755-9.
- Артемьев А. И. Социально-политические ориентации меннонитов . — Алма-Ата: О-во "Знание" КазССР, 1990. — 17 с.
- Для верующих и неверующих : Вопр. и ответы / [Артемьев А. И. и др.]. — Алма-Ата : Казахстан, 1991. — 143,[1] с ISBN 5-615-00518-1
- Артемьев А. И. Социология личности : учеб. пособие. — 2-е изд. — М.: АрбаТ-XX, 2001. — 252 с. — 2000 экз. — ISBN 5-87076-043-7.
- Артемьев А. И. Свидетели Иеговы Казахстана и Средней Азии: ист.-религиовед. анализ. — 2-е изд., перераб., доп. — Алматы: ИД «Кочевники», 2010. — 352 с. — (Философия и история религий). — 3000 экз. — ISBN 978-601-218-004-6. Архивировано 4 марта 2016 года.
- Артемьев А. И. Социология и психология Личности : науч. изд. — Алматы: Бастау, 2013. — 361 с. — ISBN 978-601-281-057-8 .

### Статьи
- Артемьев А. И. Новый закон о религиях в Казахстане : «за» и «против» // Международная научно-практическая конференция «Новые вызовы свободе совести в современной России» Москва  Центральный дом журналиста 26 июня 2012. — М.: Центр религиоведческих исследований «РелигиоПолис», 28.06.2012.
- Артемьев А. И. Влияние России на религиозную ситуацию в Республике Казахстан // Свобода совести в России: исторический и современный аспекты : сб. ст. Вып. 5 / Сост. и общ. ред. Е. Н. Мельникова, М. И. Одинцов. — М.: РОИР, 2007. — С. 514—522. — 555 с.
- Артемьев А. И. К дискуссии об этноконфессиональной идентичности // Центр религиоведческих исследований «РелигиоПолис». — М., 13.04.2010.
- Артемьев А. И. Воспитание невежеством (Новые религиозные формирования в реалиях казахстанской действительности) // Научно-практическая конференция «Новые религии в России: двадцать лет спустя», Москва 14 декабря 2012. — М.: Центр религиоведческих исследований «РелигиоПолис».

## Интервью
- Александра Алёхова. Артур Артемьев, религиовед: Не ходите по душам в сапогах! // Общественно-политическая газета «Время». — Алматы, 28.09.2011.
- Игорь Винявский. Религиовед Артур Артемьев : «Гонения не убьют, а усилят религии» // Общественно-политическая газета «Время». — 02.11.2011. — № 38 (220). — С. 8—9.
- Александра Алёхова. Точка перерождения // Общественно-политическая газета «Время». — Алматы, 14.12.2014. — № 180 (1534).